# 逸民王
岡（？—前486年），是古朝鲜之箕子朝鲜的君主，子姓。东史年表认为在位於前503年至前486年，諡號逸民王（韓語：일민왕），後王位由兒子混繼承。